# Elia (skulptur)
Elia är en skulptur i Birk Centerpark i Herning, Danmark, av Ingvar Cronhammar.
Elia, som restes 2001 vid södra änden av Kløvervej, är en stålkupol med en diameter på 60 meter i markhöjd. Den har en höjd på elva meter och har på toppen fyra stålmaster på omkring 20 meter. Fyra tio meter breda trappor leder besökaren till skulpturens topp.
I skulpturen finns en stor gasbrännare, vilken en gång per 18-dagarsperiod skickar upp en 8,4 meter hög och en meter bred eldkvast under omkring 25 sekunder. Tidpunkten för denna utlösning är slumpmässigt vald och styrs av ett datorprogram.